# 平井俊夫
平井 俊夫（ひらい としお、1926年10月28日 - 1993年10月20日）は、ドイツ文学者、京都大学文学部名誉教授。
1953年京大文学部卒。浪速大学助教授を経て、1969年京大文学部独文科助教授、1976年主任教授、1990年定年退官。
トラークルを研究していたが、その後ゲーテ研究に移る。

## 著書
- 老齢は酔って… 松籟社、1994年

## 翻訳
- トラークル詩集 筑摩叢書、1967年
- 西東詩集 翻訳と注釈 ゲーテ 郁文堂 1989年